# 里德鎮區 (內布拉斯加州巴特勒縣)
里德鎮區（英語：Read Township）是位於美國內布拉斯加州巴特勒縣的一個行政鎮區。

## 地方資料
里德鎮區的面積為93.63平方千米，當中陸地面積為93.61平方千米，而水域面積為0.01平方千米。根據2020年美國人口普查的數據，當地共有人口179人，而人口密度為每平方千米1.91人。